# Théoneste Bagosora
Théoneste Bagosora (Gisenyi, Ruanda-Urundi, 16 de agosto de 1941-Malí, 25 de septiembre de 2021) fue un militar ruandés. Es conocido por su papel en el genocidio de Ruanda de 1994, por el que fue condenado a cadena perpetua en 2008 por el Tribunal Penal Internacional para Ruanda. Fue director de gabinete en el Ministerio de Defensa durante la masacre en Ruanda.

## Historia y carrera
Bagosora nació en la prefectura de Gisenyi, en Ruanda, de etnia hutu. En 1964 se graduó en la École des officiers, en Kigali, obteniendo el rango de subteniente. Luego continuó sus estudios en Francia. Sirvió como segundo al mando de la École supérieure militaire de Kigali y como comandante del campamento militar Kanombe.
Fue nombrado para el puesto de director de gabinete del Ministerio de Defensa de Ruanda en junio de 1992 y, a pesar de su retirada oficial del ejército el 23 de septiembre de 1993, mantuvo su cartera ministerial hasta que huyó del país en julio de 1994.

### Papel en el genocidio
Bagosora nació en la misma región que Juvénal Habyarimana, el presidente de Ruanda entre 1973 y 1994. Estaba vinculado con el ‘Clan de Madame’, conocido más tarde como akazu, un grupo asociado a Agathe Habyarimana, la mujer del presidente, de la que se rumoreaba que era una extremista Hutu relacionada con poderosos miembros de la sociedad. Desplegó un deseo de poder que llegó a conocimiento de los extremistas.
Aunque estuvo presente en las negociaciones de los Protocolos de Arusha en agosto de 1993 nunca los apoyó, y se cuenta que dijo, una vez que todo estaba firmado, que volvía a Ruanda para prepararse para el apocalipsis. Luc Marshal, un coronel belga que ocupaba el cargo de comandante del sector dirigido por Roméo Dallaire en Kigali, manifestó que Bagosora le había dicho que el único modo de arreglar los problemas de Ruanda era deshacerse de los Tutsi.
Bagosora fue el responsable de crear las unidades paramilitares de "autodefensa" llamadas Interahamwe, que operaban en todas las comunas del país. Estos grupos debían actuar en concierto con la policía local, las milicias y las autoridades militares. Bagosora también fue el responsable de distribuirles las armas y los machetes por toda Ruanda. Entre enero de 1993 y marzo de 1994, Ruanda importó más de 500 000 machetes, el doble del número importado en años anteriores. También se comenzaron a elaborar listas negras en las que se identificaba a personas como enemigos.
Alrededor de las 8:15 p. m. del 6 de abril de 1994, el presidente Habyarimana se encontraba volando de vuelta a Kigali tras una reunión cuando su avión fue alcanzado por dos misiles disparados desde tierra. El avión se estrelló sin que hubiera supervivientes. Aunque no existen evidencias concluyentes sobre quién fue el responsable del ataque, se sospecha que el coronel Bagosora y el grupo de los akazu se encuentran en el centro de la conspiración. El hecho es que se emitieron las noticias de la muerte del presidente e inmediatamente después comenzaron los asesinatos.
Tras el asesinato, el coronel Bagosora se dedicó a buscar partidarios de su causa junto con el coronel Rwagafilita y convocaron una reunión del Comité de Crisis. A esa reunión fue invitado Roméo Dallaire, comandante de las tropas de las Naciones Unidas, y se encontró a todos los líderes del ejército ruandés. Dallaire rechazó la propuesta de Bagosora, que consistía en que los militares tomasen el control de la situación política hasta que pudieran traspasar los poderes a los políticos, y les recordó que Ruanda todavía tenía un gobierno encabezado por la primera ministra Agathe Uwilingiyimana. Bagosora respondió que Agathe era incapaz de gobernar la nación. Pocas horas después, Agathe fue asesinada junto con su marido por miembros de la Guardia Presidencial y del ejército. Tras el intento fallido de Bagosora de constituir un gobierno militar, el grupo prosiguió mediante la elección de un gobierno provisional. Se trataba de un gobierno multipartido, pero todos sus miembros procedían de posiciones extremas dentro de sus respectivos partidos políticos.
La masacre comenzó entonces a lo largo y ancho del territorio ruandés. Muchos tutsis prominentes y hutus moderados fueron asesinados al poco tiempo, al parecer por haber figurado sus nombres en las listas negras. La Radio Télévision Libre des Mille Collines comenzó a emitir incitaciones al asesinato. Los camiones comenzaron a llegar para recoger montones de cuerpos sin vida. Durante la mañana del 7 de abril, diez soldados de paz belgas que habían estado protegiendo a la primera ministra fueron testigos de cómo tropas del gobierno asediaban su residencia, les desarmaban y les llevaban al campamento Kigali, a aproximadamente 200 metros de donde  Bagosora mantenía una reunión con oficiales militares. Los soldados de paz fueron asesinados por personal militar después de varias horas. Durante su testimonio, Bagosora admitió haber estado presente en el momento en que se ejecutaban los asesinatos, aunque alegó que no podía hacer nada para detenerlos. La muerte de los diez soldados desencadenó la retirada de las fuerzas de paz de la ONU del territorio de Ruanda, eliminando cualquier obstáculo para la masacre posterior.
Probablemente nunca se sabrá cuántos muertos provocó. Se calculan entre 800 000 y 1 000 000. Si fueron 800 000 equivaldrían al 11 por ciento del total de la población, y las cuatro quintas partes de los tutsis que vivían en el país.
Bagosora huyó al país vecino, Zaire. Alimentados y protegidos en los campos de refugiados de los Grandes Lagos, y apoyados por millones de dólares procedentes de la ayuda internacional, los líderes hutus fueron capaces de mantener reuniones periódicas y de reclutar nuevos miembros. Con la participación activa de Bagosora, reconstruyeron sus estructuras militares con el objetivo de eliminar la población tutsi.

### Juicio en el Tribunal Penal Internacional para Ruanda
El Tribunal Penal Internacional para Ruanda, con sede en Tanzania, fue creado por la ONU en 1997 para procesar a los responsables del genocidio.
Bagosora se trasladó más tarde a Camerún junto con otros líderes hutus. Fue en ese país en donde fue detenido junto con André Ntagerura. En 1997 compareció por primera vez ante el Tribunal Penal Internacional para Ruanda (TPIR) en Arusha, Tanzania, en dónde fue acusado de trece cargos de once diferentes crímenes internacionales, basándose en las leyes contra el genocidio, crímenes contra la humanidad y crímenes de guerra. El juicio, en el que comparecían también otros tres importantes líderes militares acusados de cómplices en la conspiración, comenzó el 2 de abril de 2002.
Durante el juicio se ofrecieron pruebas de que el coronel, junto con los otros tres acusados, ayudaron a redactar un documento en 1991 en el que hacían referencia a la etnia tutsi como el "principal enemigo". Este documento fue distribuido ampliamente por el ejército. También fueron acusados de financiar los medios de comunicación que esparcieron los mensajes xenófobos y de redactar la lista de víctimas.
El juicio quedó visto para sentencia el 1 de junio de 2007, 5 años después, y con Bagosora manteniendo todavía su inocencia.
El 18 de diciembre de 2008, Bagosora fue encontrado culpable de genocidio y condenado a cadena perpetua por un Tribunal Penal Internacional. La sentencia consideró al coronel y a otros dos de los oficiales acusado, el mayor Aloys Ntabakuze y el coronel Anatole Nsengiyumva, culpables de genocidio, crímenes de lesa humanidad y crímenes de guerra, sentenciando a Bagosora a cadena perpetua. La corte resolvió que Theoneste Bagosora entregó armas y ordenó a soldados de la etnia hutu y a la temible milicia Interahamwe que mataran a miembros de la comunidad tutsi y a hutus moderados. También estableció que Bagosora había sido «la más alta autoridad en el Ministerio de Defensa de Ruanda, con autoridad sobre el ejército» en los días posteriores al asesinato del presidente Habyarimana. La corte consideró a Bagosora culpable de los asesinatos de Agathe Uwilingiyimana, los diez soldados de paz belgas que la protegían, el presidente de la Corte Constitucional, Joseph Kavaruganda, y tres de los principales líderes de la oposición: Faustin Rucogoza, Frederic Nzamurambaho y Landoald Ndasingwa. Adicionalmente, el Tribunal encontró a Bagosora culpable de orquestar los asesinatos masivos de tutsis en Kigali y Gisenyi. Bagosora fue absuelto, sin embargo, de los cargos de conspiración para cometer genocidio.
El 1 de abril, le fue denegada una solicitud de libertad condicional en concordancia de la gravedad de los hechos y de que nunca ha mostrado arrepentimiento, la decisión fue tomada por el juez Carmel Agius, presidente del tribunal de La Haya, Países Bajos.
Murió a los ochenta años, el 25 de septiembre de 2021, en Malí, donde cumplía una pena de 35 años de cárcel por su papel en la matanza.